# Kurt Biedenkopf
Kurt Hans Biedenkopf, född 28 januari 1930 i Ludwigshafen am Rhein, död 12 augusti 2021 i Dresden, var en tysk jurist, högskolelärare och konservativ politiker tillhörande CDU. Från 1990 till 2002 var han Sachsens förste ministerpresident efter Tysklands återförening.

## Utmärkelser
- Årets slipsman,  1973[13]
- Hedersdoktor,  1974
- Hedersdoktor vid Georgetownuniversitet,  1978
- Årets piprökare,  1991[14]
- Stort hederstecken i guld med band av Österrikiska republikens förtjänstorden,  1991
- Förbundsrepubliken Tysklands förtjänstorden – stora kommendörskorset med stjärna och axelrem,  1993
- Hans Böckler Preis,  1993
- Norska förtjänstorden,  1994
- Storkorset av Isabella den katolskas orden,  1997[15]
- Sachsens förtjänstorden,  1997
- Cicero-Rednerpreis,  1998[16]
- Förbundsrepubliken Tysklands förtjänstorden - storkors,  1999
- Europeiska hantverkspriset,  2000[17]
- Sächsische Verfassungsmedaille,  2002
- Brückepreis,  2003
- Æresdoktor ved Handelshochschule Leipzig,  2008
- Erich Kästner-priset,  2010
- Hedersmedborgare i Gröditz,  2011
- Nordrhein-Westfalens Förtjänstorden,  2017
- Steiger Award

[Redigera Wikidata]